# Мулымья (посёлок)
Мулымья — посёлок в России, находится в Кондинском районе, Ханты-Мансийского автономного округа — Югры. Входит в состав Сельского поселения Мулымья.
Население на 1 января 2008 года составляло 1533 человек.
Основан 26 июля 1949 года.
Почтовый индекс — 628231, код ОКАТО — 71116924002.

## Климат
Климат резко континентальный, зима суровая, с сильными ветрами и метелями, продолжающаяся пять−шесть месяцев. Лето относительно тёплое, но быстротечное.

## История
- В 1949 году из Сухоборского леспромхоза был выделен участок под  строительство лесопункта.
- В 1950 году была построена первая начальная школа.
- В 1965 году был построен Интернат и средняя школа.
- С 1949 по 1991 год в п. Мулымья работало промышленное хозяйство по производству и обработке древесины.